# Deborah Dorotinsky
Deborah Dorotinsky Alperstein nace el 30 de marzo de 1963 en la Ciudad de México.

## Formación profesional.
Deborah Dorotinsky Alperstein es licenciada en Antropología Cultural por la Universidad de California en Berkeley (Estados Unidos). Entre 1995 y 2003 realizó estudios de maestría y doctorado en Historia del Arte en la Facultad de Filosofía y Letras de la Universidad Autónoma de México (UNAM). 
Ha participado en el área de la docencia, laborando en el Departamento de Arte de la Universidad Iberoamericana, en la Facultad de Filosofía y Letras de la UNAM y en la Universidad Autónoma Metropolitana-Azcapotzalco. Desde el 2004 se ha dedicado a la investigación en el Instituto de Investigaciones Estéticas de la UNAM; los temas que aborda se relacionan a la historia de la antropología, la fotografía y la cultura visual; investigando desde la fotografía indigenista, documental, cultura visual y género.
Ha realizado diversos artículos en revistas especializadas como: Luna Córnea y Alquimia. De igual manera es coautora del libro Múltiples matices de la imagen: historia, arte y percepción en 2003. coordinada por Rebeca Monroy Nasr; y el libro La colección de pintura del Banco Nacional de México. Catálogo siglo XIX, coordinada por la Maestra Angélica Velázquez Guadarrama en 2004.

## Viaje de sombras: Fotografías del Desierto de la Soledad y los indios lacandones.
“Los fotorreportajes de la época (en revistas y periódicos) nos permiten visualizar qué pasa con estas prácticas artísticas que retratan lo indígena, por ejemplo, los lacandones no aparecen jamás como personas con nombre y apellido; sino como tipos, con clasificación. Así nos damos cuenta de las formas de caracterizar en términos étnicos y nos aclara cómo se dio la construcción fotográfica de los grupos indígenas en México”
En 2014 se presentó el libro: Viaje de sombras: fotografías del desierto de la soledad y los indios lacandones en los años cuarenta; Deborah Dorotinsky Alperstein manifiesta en este texto a la fotografía de presa como una herramienta que en los años cuarenta sirvió para la construcción imaginaria del indígena y su mundo, en específico a los que habitaban en la Selva Lacandona, Chiapas. Basa el texto en las diversas expediciones y fotorreportajes  que se realizaron a la Selva Lacandona. 
“Este fotoreportaje fue un pretexto para hacer una genealogía de cuáles son los distintos momentos del siglo XIX y XX en los que hay representación visual, gráfica, de este espacio tan peculiar que era llamado el desierto de la soledad y luego se convierte en la selva Lacandona. El reportaje es muy sugerente porque son los años en que este espacio se construye dentro del imaginario mexicano, lejos de la idea nacionalista”

## Arte y género.
En 2008 Deborah Dorotinsky Alperstein dirigió el Seminario de Cultura Visual y Género bajo el Programa Universitario de Estudios de Género (PUEG) y el Instituto de Investigaciones Estéticas, UNAM. De igual manera ha colaborado con Mónica Mayer, artista performancera feminista, crítica y teórica del arte; participando en la redacción Rayando: dibujos de Mónica Mayer junto con Karen Cordero Reiman. También ha desarrollado diversos textos en torno al género; Arte y género: mujeres creadoras en América Latina.